# Secretário da Agricultura dos Estados Unidos
O Secretário da Agricultura dos Estados Unidos é um cargo público do governo federal dos Estados Unidos que faz parte do Gabinete Presidencial. O secretário é o chefe do Departamento de Agricultura, sendo responsável pela administração de assuntos relacionados à agricultura no país e supervisão de várias agências como o Serviço Florestal dos Estados Unidos.
O departamento e o cargo foram estabelecidos em 1889 pelo presidente Grover Cleveland, que nomeou Norman Jay Coleman para ser o primeiro secretário. O cargo é preenchido por nomeação do Presidente e confirmação do Senado, atualmente ocupando a nona posição na linha de sucessão presidencial.